# Invazia Irakului din 2003
Invazia Irakului din 2003 a avut loc între 20 martie și 1 mai 2003 și a dus la începerea Războiului din Irak, care a fost numit Operațiunea Eliberarea Irakului de către Statele Unite ale Americii (înainte de 19 martie ea se numea Operațiunea Enduring Freedom, continuare a Războiului din Afganistan). La invazie au luat parte trupe din Statele Unite ale Americii, Marea Britanie, Australia și Polonia.

## Participanți
Numărul participanților a fost:
- SUA aproximativ 192 000 militari
- Marea Britanie 45 000 militari
- trupe în număr mai mic din alte țări.

S-a intenționat deschiderea și unui front în Nord, Turcia refuzând să-i fie folosit teritoriul în acest scop după ce SUA nu și-a dat acordul ca armata turcă să fie folosită împotriva insurgenților kurzi în Turcia. 
Cele mai multe țări și-au trimis trupe în Irak doar după invazie.
Aceste forțe au fost numite "Coaliția celor favorabili"  (Coalition of the Willing).
| Invazia Irakului |

- Divizia 3. de Infanterie Americană
- Divizia 1. de Infanterie Marină Americană
- Divizia Americană Aeropurtată nr.101.
- Brigada Aeropurtată Americană nr. 173.
- Divizia Americană Aeropurtată nr. 82.
- Forțe speciale
- Divizia de Infanterie Britanică 1.

„Les États ne renonceront pas au droit de faire la guerre car l’ONU n’apporte pas aux États une garantie absolue de venir au secours des États attaqués; l’ONU ne peut que promettre que la situation sera examinée et qu’elle fera son maximum pour l’aider mais c’est tout...

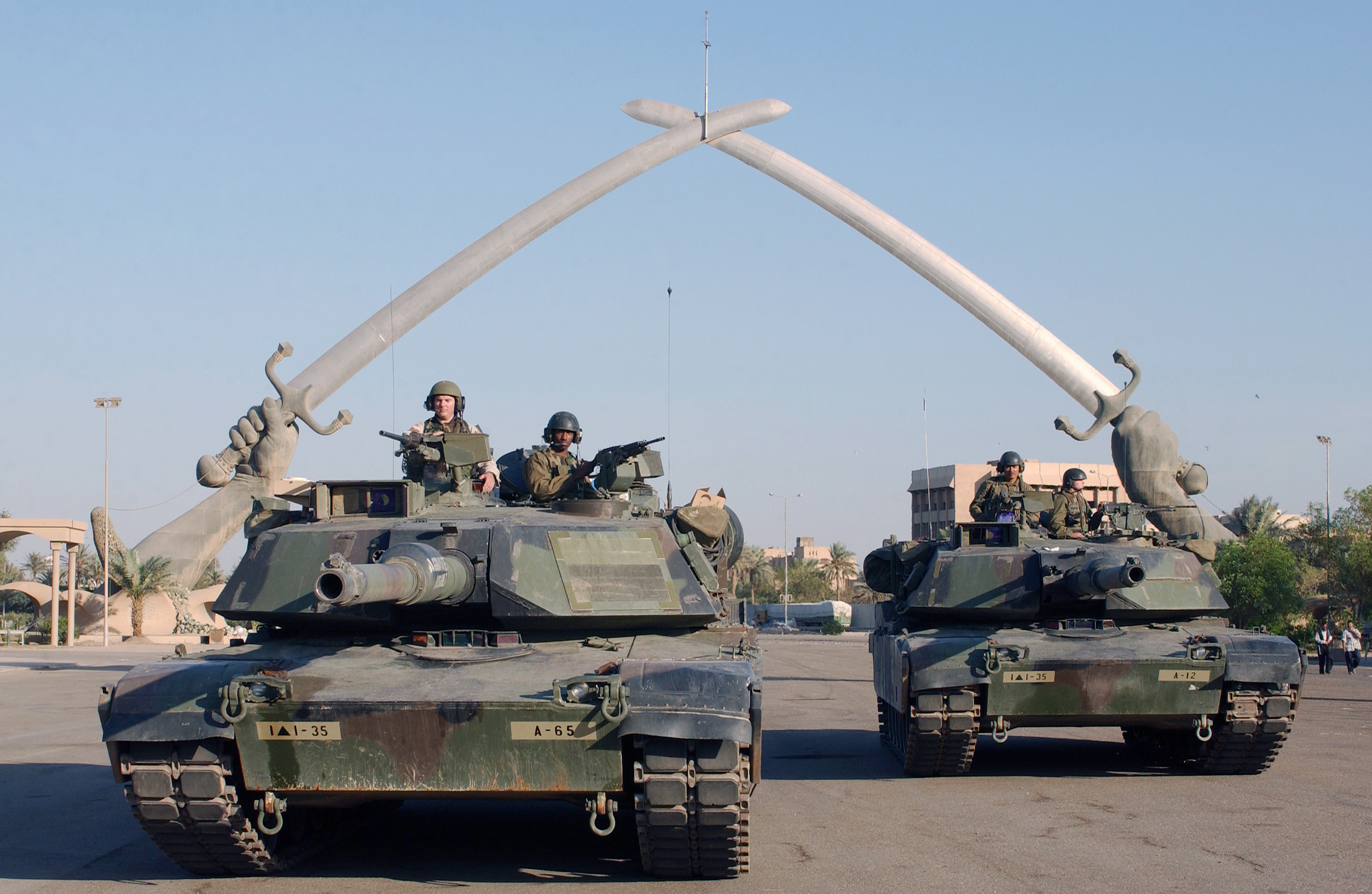
Blindate americane în Bagdad, 2003.

Une gouvernance mondiale efficace doit combiner :
- impliquation des grandes puissances
- représentativité démocratique

Mais quand les US refusent la CPI, ils n’ont pas totalement tort: en effet, on demande à quelqu’un qui "se mêle les mains dans la merde" de pouvoir être mis en cause par un observateur qui lui ne se mouille pas!”
IRG (Institut de recherche et débat sur la gouvernance) (6 aprilie 2005). „Entretien avec Philippe MOREAU DEFARGES, chercheur à l'IFRI”. Arhivat din original la 20 octombrie 2007. Accesat în 3 ianuarie 2011. Parametru necunoscut |DataArhivei= ignorat (ajutor); Parametru necunoscut |URLarhivă= ignorat (posibil, |urlarhivă=?) (ajutor)
Merită menționat apoi și faptul că aceste puține războaie care au fost aprobate totuși de către O.N.U., au fost pregătite juridic și declanșate tocmai ca urmare a presiunilor americane (războiul din Coreea și primul război din Golf, din timpul primului președinte Bush).
Conflictul a fost de scurtă durată, și cu daune minime pentru armatele invadatoare, datorită inegalității între forțele implicate: consecință a unui deceniu de embargo, Irakul a dus lipsă de apărare antiaeriană, iar armata și economia sa se aflau în condiții proaste.

## Perioada postbelică
După înlăturarea regimului bathist (socialist) irakian, S.U.A. și-au proclamat victoria.
Așa a început ocuparea Irakului de către coaliția internațională.

## Legături externe
- Marea Britanie a fost „înșelată” de SUA în privința armamentului din Irak, susține Gordon Brown Arhivat în 5 noiembrie 2017, la Wayback Machine., 5 noiembrie 2017, agerpres.ro